# Huia
Huia (лат.) — род бесхвостых земноводных из семейства настоящих лягушек. Обитают в Юго-Восточной Азии: в Таиланде, на островах Калимантан, Суматра и Ява. 

## Классификация
По данным Amphibian Species of the World, на май 2021 года в род включают 6 видов:
- Huia cavitympanum (Boulenger, 1893) — Калимантанская каскадница
- Huia javana (Yang, 1991)
- Huia masonii (Boulenger, 1884)
- Huia melasma Stuart & Chan-ard, 2005
- Huia modiglianii (Doria, Salvidio & Tavano, 1999)
- Huia sumatrana Yang, 1991

Учитывая подтверждаемую большинством филогенетических анализов парафилию рода в таком составе по отношению к Meristogenys, в 2021 году У. Арифин и коллеги предложили пересмотренную классификацию, согласно которой к Huia относится только типовой вид Rana cavitympanum Boulenger, 1893, тогда как все остальные виды входят в выделенный ими род Wijayarana.